# Sarbanissa venosa
Sarbanissa venosa là một loài bướm đêm trong họ Noctuidae.